# Cryphia modesta
Cryphia modesta là một loài bướm đêm trong họ Noctuidae.